# Pažiť (powiat Partizánske)
Pažiť – wieś (obec) w powiecie Partizánske, w kraju trenczyńskim na Słowacji. Znajduje się w północnej części Niziny Naddunajskiej.